# 35-та бригада управління (РФ)
35-та Талліннська ордена Червоної Зірки бригада управління — формування спеціальних військ у складі 41-ї загальновійськової армії у Центральному військовому окрузі.
Умовна назва — Військова частина 57849 (в/ч 57849).
Бригада розташовується у селищі Коченєво під Новосибірськом.

## Історія
1941 року у Литві було сформовано 34-й окремий полк зв'язку. З'єднання брало участь у прориві блокади Ленінграда у 1943 році, а також у Талліннській й Моонзудській операціях у 1944 році, зо що полк отримав ймення Талліннський та орден Червоної Зірки.
1945 року полк переведено до Новосибірська, а 1946 року — до селища Коченєво.
У 1998 році підрозділ реорганізовано у 235-й окремий полк зв'язку, що увійшов до складу 41-ї загальновійськової армії.
Після військової реформи 2010 року 235-й полк переформовано на 35-ту бригаду управління.